# 2010 în științifico-fantastic
- 2009 în științifico-fantastic — 2010 în științifico-fantastic — 2011 în științifico-fantastic

2010 în științifico-fantastic implică o serie de evenimente:

## Decese
- 31 ianuarie : Kage Baker, scriitor american, decedat la 57 de ani.
- 7 februarie : William Tenn, scriitor american, decedat la 89 de ani.
- 9 februarie: Romulus Bărbulescu, scriitor român, decedat la 68 de ani. (n. 1941)
- 24 aprilie : James B. Hemesath, scriitor american, decedat la 65 de ani.
- 21 august Gheorghe Apostol (n. 1913)
- 10 septembrie : Edwin Charles Tubb, scriitor britanic, decedat la 90 de ani.

## Cărți

### Romane
- All Clear de Connie Willis.
- Black-out de Connie Willis.
- Alliés de Christie Golden.
- Surface Detail de Iain Banks.
- Ship Breaker de Paolo Bacigalupi.
- The Hastur Lord de Deborah Jean Ross.
- Métacortex de Maurice G. Dantec.
- Revers de Aaron Allston.
- Vortex de Troy Denning.

## Filme
- 8th Wonderland de Nicolas Alberny și Jean Mach.
- Inception de Christopher Nolan.
- Cartea lui Eli de Albert și Allen Hughes.
- Monștrii de Gareth Edwards.
- Domnul Nimeni de Jaco Van Dormael.
- Planeta 51 de Jorge Blanco.
- Predators de Nimród Antal.
- Recuperatorii  de Miguel Sapochnik.
- Skyline de Colin și Greg Strause.
- Space Battleship Yamato de Takashi Yamazaki
- Splice de Vincenzo Natali.

### Filme TV
- Lake Placid 3 de G. E. Furst.
- The Lost Future de Mikael Salomon.
- Mega Piranha de Eric Forsberg.
- Quantum apocalypse de Justin L. Jones.
- Sharktopus de Declan O'Brien.
- Meteor Storm de Tibor Takács.

## Seriale TV
- Andromeda
- Buzz Lightyear of Star Command
- Cleopatra 2525
- Dark Angel
- FreakyLinks
- Los protegidos
- Kamen Rider Kuuga
- Max Steel
- Mirai Sentai Timeranger
- Starhunter
- Static Shock
- Transformers: Robots in Disguise
- The New Adventures of Ocean Girl
- X-Men: Evolution
- The Zack Files

## Jocuri video
- Dark Void de Airtight Games.
- God of War III de Sony Computer Entertainment.
- StarCraft II: Wings of Liberty de Blizzard Entertainment.

## Premii
Premiul Saturn
- Cel mai bun film SF:

Premiul Nebula pentru cel mai bun roman
- Blackout/All Clear de Connie Willis

Premiul Hugo pentru cel mai bun roman
- The Windup Girl de Paolo Bacigalupi și The City and the City  de China Miéville